# Noah Klieger

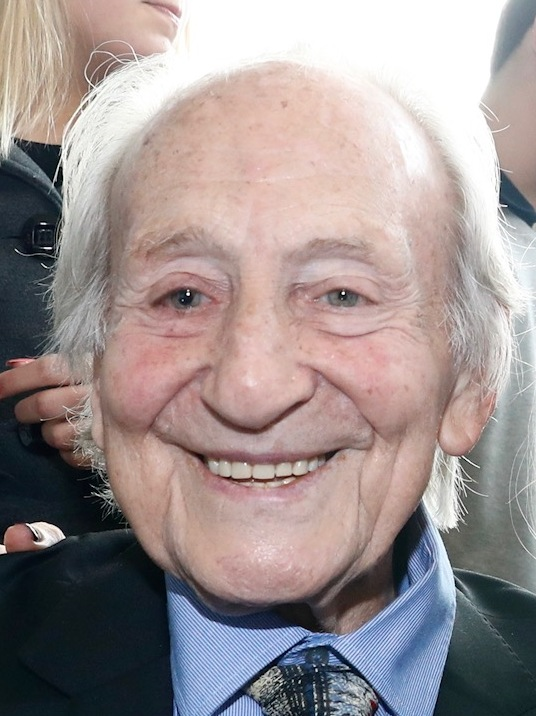
Noah Klieger (2018)

Noah Klieger (geboren 31. Juli 1925 in Straßburg, Frankreich zuweilen auch Kliger, hebräisch נח קליגר; gestorben 13. Dezember 2018 in Tel Aviv, Israel) war ein israelischer Journalist und Sportfunktionär. Er überlebte das Vernichtungslager Auschwitz und organisierte als Beauftragter des Mossad le Alija Bet 1947 die Überfahrt anderer Holocaust-Überlebender mit dem Schiff Exodus nach Israel. Er galt als Doyen des israelischen Journalismus und vermittelte als Zeitzeuge die Erinnerung an Schoah und Alija Bet.

## Leben

### Frühe Jugend
Klieger wurde als Sohn des französischen Journalisten Bernard Klieger geboren und trug ursprünglich den Vornamen Norbert. Seine Eltern stammten aus Polen und waren in Nürnberg aufgewachsen. Die Familie übersiedelte Mitte der 1930er Jahre aus Angst vor dem Expansionsdrang des NS-Staates ins vermeintlich sichere Belgien. Seinen älteren Bruder schickten die Eltern 1935 zum Studium nach England.

### Zweiter Weltkrieg
Während der deutschen Besatzung Belgiens schloss Klieger sich 1941 einer jüdischen Untergrundorganisation an, die in Kooperation mit der französischen Résistance rund 300 jüdische Kinder und Jugendliche heimlich in die Schweiz bringen konnte. 1942 wurde er von der Gestapo verhaftet und zunächst im SS-Sammellager Mechelen gefangen gehalten. Von dort wurde er über verschiedene Konzentrationslager 1943 ins Vernichtungslager Auschwitz verbracht, wo er beinahe bereits an der Rampe den Selektionsmethoden der Deutschen zum Opfer gefallen wäre, als er den scheinbar großzügig für die schwächeren Ankömmlinge zur Verfügung gestellten Lastkraftwagen besteigen wollte. Ein serbischer Wachmann, der wusste, dass dieser Wagen direkt zu den Gaskammern fuhr, hatte Mitleid und stieß ihn davon wieder herunter. Erst später wurde Klieger klar, dass der Mann ihn gerettet hatte. Als der vom Boxen begeisterte Kommandant des KZ Auschwitz III Monowitz, SS-Hauptsturmführer Heinrich Schwarz, zur Unterhaltung für sich und seine Wachen unter den Häftlingen eine Box-Mannschaft aufstellte, gab sich Klieger als Boxer aus und wurde aufgenommen. Vor dem Krieg hatte er zwar intensiv Schwimmsport betrieben, geboxt hatte er jedoch nie. Von seinen zweiundzwanzig Kämpfen in Auschwitz gewann er folglich keinen, aber die Sonderration als Boxer (ein Topf Suppe täglich) ermöglichte ihm das Überleben. Beim Herannahen der Roten Armee wurde er auf einen der Todesmärsche über das KZ Mittelbau-Dora ins KZ Ravensbrück geschickt, wo ihn Rotarmisten befreiten; Victor Perez, ein Freund und ebenfalls Mitglied der Boxtruppe, wurde auf dem Marsch vor Kliegers Augen erschossen.

### Alija und Unabhängigkeitskampf
Bei seiner Heimkehr nach Belgien traf Klieger durch einen glücklichen Zufall in einer Brüsseler Straßenbahn seine Eltern, die gleichfalls Auschwitz überlebt hatten. In Belgien begegnete er Soldaten der Jüdischen Brigade und war davon so inspiriert, dass er begann, sich für den Zionismus zu engagieren. 1947 sollte er als Beauftragter des Mossad le Alija Bet die illegale Auswanderung von rund 4.500 jüdischen Überlebenden aus südfranzösischen DP-Lagern nach Palästina organisieren. Die Zeit dafür wurde knapp, da Frankreich aus Rücksicht auf die britischen Interessen im Mandatsgebiet Palästina seine Grenzen für Juden auf dem Weg nach Erez Israel schließen musste. Am 9. Juli, dem Tag der Abfahrt aus den DP-Lagern, eröffnete die französische Fernfahrergewerkschaft einen landesweiten Streik für höhere Löhne und errichtete an allen Fernwegen Straßenblockaden. Klieger versicherte sich jedoch mittels einer großzügigen Spende für die Streikkasse der Solidarität der Gewerkschafter und in der Nacht zum 10. Juli erreichten seine Flüchtlinge auf 170 Lastkraftwagen den Hafen von Sète. Dort ließen die französischen Behörden die Menschen trotz offensichtlich eilig gefälschter Visa für eine angebliche Passage nach Südamerika an Bord eines alten Dampfschiffes namens President Warfield, den die Hagana in Exodus 1947 umbenannt hatte. Das Schiff wurde auf dem Weg nach Palästina von der Royal Navy aufgebracht. Man verteilte die Flüchtlinge auf drei andere Schiffe und schickte sie zunächst zurück nach Frankreich, von wo sie weiter nach Deutschland verbracht werden sollten. An Bord des voranfahrenden Schiffes fassten Klieger und die anderen Anführer der Operation den Plan, dass die Insassen in Frankreich die Ausschiffung aus Protest gegen die britische Judenpolitik verweigern sollten. Darüber mussten jedoch die Flüchtlinge auf den beiden anderen Schiffen informiert werden, denn falls diese früher anlegten und sich ausschiffen ließen, wäre das Vorhaben gescheitert. Auf der Suche nach einem Freiwilligen, der schwimmend zu den anderen Schiffen gelangen sollte, fiel die Wahl auf Klieger, der zuvor von seinen Schwimmsportambitionen als Jugendlicher erzählt hatte. Klieger sprang also ins Mittelmeer, doch das nachfolgende Transportschiff änderte seinen Kurs und wich ihm aus. Er trieb fast eine Stunde im Meer, war dem Ertrinken nahe und wollte sich fast schon aufgeben, als er von der Besatzung eines britischen Minenräumbootes gerettet wurde. Auch er wurde wie die anderen Passagiere nach Deutschland gebracht und dort in Lagern für Displaced Persons interniert.
Nach dem Ende des britischen Mandats und der Staatsgründung Israels konnte Klieger schließlich mithilfe der Machal dorthin gelangen und nahm am Unabhängigkeitskrieg teil.

### Sport und Journalismus
Nach dem Krieg wandte sich Klieger wie sein Vater dem Journalismus zu und fing an, für Jedi’ot Acharonot zu schreiben.
Regelmäßig berichtete er von den Basketball-Europameisterschaften seit 1951, nur bei denen in Ungarn (1955) und Bulgarien (1957) ließen ihn die dortigen kommunistischen Machthaber nicht einreisen. Die Olympischen Spiele von Helsinki (1952), Rom (1960), Tokio (1964), Mexiko-Stadt (1968) und München (1972) begleitete er journalistisch, nach der Geiselnahme von München hörte er jedoch damit auf, auch wenn er ihnen bis 2004 noch regelmäßig als Zuschauer beiwohnte. Über die Basketball-Weltmeisterschaften in Rio de Janeiro (1964), Spanien (1986), Athen (1998), Indianapolis (2002), Japan (2006) und der Türkei (2010) berichtete er wieder.
Lange Jahre war er Vorsitzender der Basketball-Sektion der Association Internationale de la Presse Sportive (APIS) und Präsident der Basketball-Abteilung von Maccabi Tel Aviv sowie Vorsitzender des Media Council der Fédération Internationale de Basketball (FIBA). Er war Vorsitzender des israelischen APIS-Verbandes. Auch wenn ein Schwerpunkt seines journalistischen Wirkens im Sport lag, schrieb er doch stets über politische Themen: So berichtete er über den Eichmann-Prozess, die Auschwitzprozesse, den Sobibor-Prozess, die Majdanek-Prozesse, den Prozess gegen Klaus Barbie und später auch aus München über das Strafverfahren gegen John Demjanjuk. Er war das älteste Redaktionsmitglied der israelischen Presse und galt als Doyen des israelischen Journalismus.
Als Zeitzeuge der Schoah und der Gründung Israels hat er mehrere Bücher geschrieben und vermittelte in Vorträgen diese Erinnerung insbesondere an junge Menschen, auch in Deutschland und der Schweiz.
Klieger sprach acht Sprachen. Er hatte eine Tochter und drei Enkelkinder, einer anderen Quelle zufolge zwei Adoptivtöchter. Er lebte und arbeitete in Tel Aviv.

## Auszeichnungen
- Life Achievement in Sports and Sports Journalism Award des Israelischen Nationalen Olympischen Komitees (2008)
- B’nai B’rith World Center Award for Journalism in der Kategorie Lifetime Achievement Award (2011)
- Ritter der Ehrenlegion der Französischen Republik (2012)[15]

## Werke
- Noah Klieger: Zwölf Brötchen zum Frühstück – Reportagen aus Auschwitz. wjs, Berlin 2010, ISBN 978-3-937989-68-6.

## Film
Der hebräischsprachige Dokumentarfilm Box for life (Regie: Uri Borreda, 2017) beleuchtet das Leben von Noah Klieger, insbesondere seine Erfahrungen im Holocaust und auch die Überfahrt mit dem Schiff „Exodus“, mit dem sich der Regisseur bereits 2009 beschäftigt hatte.